# Vidar (Teruel)
Vidar es un despoblado medieval situado en la zona del monte Peñagolosa (Castellón), en algún lugar entre Mosqueruela y Alcalatén.

## Historia
Hay un documento de 1163 en el que Sancho de Tarazona da a la Orden del Hospital el castillo y villa de Aliaga y también:

et Vidare et Abella, et Xiar, Sancta et Sanctella, et les coves del Rocin et Campos et totam ereditatem ab integro quam abeo in Exeia

Este topónimo se conservó en la comunidad de Teruel como apellido, y en 1372 aparece un alcalde llamado Arnalt del Vidar. Según las Crónicas de los Jueces de Teruel, en el año judicial 1189-1199 fui tomada Viar, pero se sabe que no es el Biar de Alicante pues este no fue tomado hasta el siglo próximo.
Es fácil que este despoblado haya dado nombre al Port del Vidre en Vistabella, al nordeste de Peñagolosa. Se trata de puerto en el camino que hacía el ganado trashumante desde Mosqueruela hasta la zona de Cabanes. La evolución etimológica es típica de la zona:
- VIDARE > Vidar (aragonés).
- VIDARE > Vidre (catalán).

Este puerto está situado en unas sierras donde termina el Llano de Vistabella por el este. Como el barrio de La Estrella era tratado como un villar cuando se repobló, está cerca de dicho llano y relativamente bien comunicado con él, podría corresponder con Vidar.
- Datos: Q13050426